# 댓글
댓글은 인터넷 게시물 밑에 남길 수 있는 짧은 글이다. 보통 인터넷 게시물 밑에는 댓글란이 있어 그 게시물과 관련하여 독자는 의견을 표할 수 있다. 댓글, 코멘트(영어: comment), 리플(←reply)이라고도 한다. 댓글을 통해 다양한 대화와 논리적인 토론 및 토의가 이루어지기도 하고, 감정적인 반대 표현이나 지극히 단순한 맞장구와 같은 일도 이루어지기도 한다.

## 유래
대한민국 인터넷 초창기 시절 유즈넷(USENET)에서는 인터넷 활성화에 대한 활발한 토론이 진행될 때 영문으로 되어 있는 누리집 용어를 한글화시키자는 과정에서 생긴 신종 단어이다.
유즈넷(USENET) 뉴스그룹 초창기 시절 'reply'를 '리플라이', '답장' 등으로 주로 사용하였다. 인터넷 용어 한글화를 주제로 토론을 나누는 자리에서 '리플라이', '덧글', '댓글' 등이 거론되었다. '리플라이'는 영어의 한글식 표기인 데다가 내용까지 길어져서 지지도가 약하였다. '덧글'의 경우는 '덧붙여 쓰는 글', '댓글'의 경우는 '대롱 대롱 이어지는 덧대어 쓰는 글'로 두 단어가 혼용 사용되었다. 그러던 중 '덧글'의 경우 글을 게시한 작성자가 추가로 덧붙여 쓰는 글의 의미가 강하여 사용이 줄어들었고 뉴스그룹 댓글 모양이 대롱 대롱 매달려 있어 '댓글'로 통일하여 사용되기 시작했으며 이후 '댓글'은 '본문에 대어서 쓰는 글'이라는 뜻으로 정식 백과사전에 등록되어 사용되었다.

## 용도

### 댓글 저널리즘
댓글이 네티즌들의 토론과 지식 공유 수단으로 자리잡으면서 '댓글 저널리즘'이 새로운 문화 트렌드를 형성하였다. 특히 '양방향적 속성'을 갖고 있는 댓글은 특정 이슈에 대해 정보를 공유하고 의견을 나누는 방식을 통해 영향력을 행사하였다. 뉴스 기사 등 원문을 읽고 나서 독자가 다양한 의견들을 작성하게 되고 그것이 또 다른 독자들에게 원문에서 주는 것 이외의 정보를 제공한다는 의미에서 '댓글 저널리즘'이라는 용어가 사용되기 시작하였다.
2012년 12월 20일, 서울대학교는 뉴스 기사에 달리는 댓글이 독자들의 기사 인식에 영향을 미친다는 내용의 이은주 언론정보학과 교수의 연구가 세계적인 언론학 학술지 <Columbia Journalism Review>에 소개됐다고 밝혔다. 이 학술지는 온라인 뉴스 기사의 댓글이 독자들의 기사 인식에 미치는 영향을 논하면서 이은주의 연구를 주요 논거로 상세히 소개했다. 소개된 연구는 <Journal of Computer-Mediated Communication(JCMC)> 2012년 10월호에 실린 이은주의 단독 논문이었다. 논문 내용은 독자의 뉴스 기사에 대한 인식이 댓글에 의해 영향을 받으며 특히 기사의 이슈에 관심이 많을수록 자신의 의견과 반대되는 댓글을 접했을 경우 미디어가 왜곡돼 있다는 인상을 받을 가능성이 높다는 것을 골자로 한다. 이 논문을 통해 이은주는 온라인 미디어 시대의 뉴스 공정성에 대한 독자의 인식은 기사 자체 뿐 아니라 댓글에도 영향을 받고 댓글이 매체에 대한 평가에 영향을 미침을 보여줬다.

### 놀이
댓글은 기존의 답글과 기술적으로 비슷하지만, 즉각적인 사용자 인터페이스로 인하여 답글과는 전혀 다른 양상을 보인다. 댓글은 그 웹사이트의 성격이나 유행어 등이 뚜렷하게 나타나며, 논리적인 반박글이나 동의하는 글보다는 짧은 감상평 위주이다. 댓글이 없는 상태를 '무플'(無플←無리플)이라고 하는데, 이러한 무플에 댓글을 다는 '무플 방지 놀이'를 즐기는 사람들도 있다. 네티즌들은 '1빠', '1등' 등과 같이 누가 먼저 댓글을 달았는지 겨루는 '등수 놀이'를 하기도 한다.

### 홍보
댓글에 일부 인터넷 사이트나 기업이 광고를 달기도 하고, 고의적으로 유해 웹사이트 링크를 걸기도 한다. 사이버공간을 통해 회원들 또는 불특정 다수의 사용자들 사이에 각종 정보를 주고받을 수 있는 인터넷 게시판이 활성화되면서 이런 행위에 대해 그 목적이 의심될 경우 '상술'이라는 말을 사용하기도 하였다. 댓글 문화가 점점 발전해 나가면서 댓글이 끼치는 영향을 이익과 연결하려는 현상이 발생하여 댓글 알바라는 신종 직업도 발생하였고 이들로 인해 피해를 입은 사람들이 나타나면서 사회문제가 되기도 하였다.

### 범죄
댓글은 많은 사람들이 자신의 의견이나 주장을 마음껏 펼 수 있다는 긍정적인 측면이 있는 반면, 인터넷 게시판의 익명성을 악용하여 악의적으로 남을 공격하고 상습적으로 남을 헐뜯거나 허위 사실을 퍼뜨리는 댓글 문화인 '악플문화'가 발전하는 부정적인 측면도 있다. '악플'은 '악성 리플'의 줄임말로 악성 댓글이라고도 한다. 악성 댓글은 언어 폭력인데, 그 대상이 여성인 경우 더 악랄한 댓글이 달리는 경향이 있다. 현행법상 인터넷에 비방 목적으로 허위 사실을 게재해 명예훼손을 할 경우 7년 이하의 징역이나 5000만 원 이하의 벌금을 물 수 있다. 악플도 형법상 모욕죄·협박죄, 정보통신망법상 사이버 명예 훼손죄 등으로 처벌할 수 있다.

## 같이 보기
- 소셜 댓글
- 라이브리
- 우마오당
- 사이버 여론 조작